# Geert De Vlieger
Pour les articles homonymes, voir Vlieger.
Geert De Vlieger, né le 16 octobre 1971 à Termonde en Belgique, est un footballeur international belge qui évoluait au poste de gardien de but. Il a porté le maillot de l'équipe nationale belge à 43 reprises, participant notamment à l'Euro 2000 et à la Coupe du monde 2002. Il a pris sa retraite en 2011 et est depuis lors consultant pour la chaîne de télévision Sporting Telenet.

## Carrière

### Les débuts à Beveren
Geert De Vlieger est affilié à quatre ans au FC Eendracht Sint-Gillis, un petit club près de Termonde. En 1981, il rejoint l'école des jeunes du KSK Beveren, réputée pour avoir formé plusieurs gardiens de but de renom, dont notamment Jean-Marie Pfaff et Filip De Wilde. Il est appelé pour la première fois dans le noyau de l'équipe première le 18 mars 1989 à l'occasion d'un déplacement au Beerschot mais il reste sur le banc. À partir de la saison 1989-1990, il devient le deuxième gardien du club, derrière Dirk Rosez. Il dispute ses premières minutes en match officiel lors du dernier match du championnat face au Cercle de Bruges, remplaçant Rosez dans les arrêts de jeu.
Dès 1990, il devient le gardien titulaire du club, relégué en Division 2. Le club waaslandien remporte le titre après une saison au niveau inférieur, atteignant également les quarts de finale de la Coupe de Belgique. Après la remontée en Division 1, Geert De Vlieger reste le premier gardien de but de Beveren durant quatre saisons, conclues toutes en milieu de classement. Considéré comme un grand espoir belge à son poste, il dispute quelques matches avec l'équipe nationale militaire lors de la saison 1992-1993,.

### Passage mitigé à Anderlecht et premières sélections nationales
En juin 1995, il est transféré par le Sporting Anderlecht, un des clubs-phares du pays, pour y être la doublure de Filip De Wilde. Lors de sa première saison chez les « Mauves », il joue très peu. Il a néanmoins l'occasion d'effectuer ses débuts sous le maillot anderlechtois lors du match aller du tour préliminaire de la Ligue des champions 1995-1996 face aux Hongrois de Ferencváros, qui viennent s'imposer au Parc Astrid. Un an plus tard, Filip De Wilde quitte Anderlecht pour rejoindre le Sporting Portugal, laissant la place de premier gardien à De Vlieger.
Il s'impose comme titulaire dans le club bruxellois, dont il défend les filets durant deux saisons. Il dispute la finale de la Coupe de Belgique 1997, perdue face au Germinal Ekeren. Lorsque Filip De Wilde revient du Portugal en avril 1998, il reprend directement sa place dans les buts et renvoie De Vlieger sur le banc. Désirant jouer plus souvent, il est alors prêté au KRC Harelbeke pour toute la saison 1998-1999. Il y retrouve une place de titulaire et ses bonnes prestations régulières lui ouvrent les portes de l'équipe nationale. Appelé une première fois le 18 novembre 1998 pour un match amical face au Luxembourg qu'il passe sur le banc, il joue sa première rencontre sous le maillot des « Diables Rouges » le 5 février 1999 contre la Grèce, match perdu 1-0 par les Belges.
En fin de saison, la direction anderlechtoise le rappelle au bercail. Geert De Vlieger devient alors titulaire au club bruxellois mais après avoir commis une erreur en seizièmes de finale de Coupe de Belgique face à Ingelmunster, synonyme d'élimination prématurée du club, il est renvoyé sur le banc et remplacé par Filip De Wilde. Il décide alors de quitter Anderlecht et s'engage le 24 novembre 1999 avec le club néerlandais de Willem II Tilburg, où il signe un contrat de quatre ans et demi.

### La consécration aux Pays-Bas
À peine arrivé à Willem II, Geert De Vlieger saisit sa chance et prend la place de titulaire entre les perches. En équipe nationale toutefois, il doit se contenter de rester la doublure de Filip De Wilde et passe l'Euro 2000 sur le banc. Après la compétition, les deux erreurs de son rival ayant précipité l'élimination de la Belgique au premier tour, il devient le premier choix de Robert Waseige pour la campagne de qualification à la Coupe du monde 2002. Il dispute toutes les rencontres de qualification et réalise notamment une très bonne prestation lors du match retour des barrages face à la République tchèque, offrant la qualification à son pays. Quelques jours plus tard, il est élu « Meilleur joueur belge de l'année 2001 », après avoir déjà été nommé « Meilleur gardien des Pays-Bas » en juin. Il devient également capitaine de son équipe et un des favoris du public.
Après la Coupe du monde, Geert De Vlieger espère partir pour un plus grand club, mais aucune offre concrète ne parvient à la direction de Willem II. Il reprend alors le championnat avec son club, toujours titulaire, mais plus capitaine. Il va jusqu'au terme de son contrat aux Pays-Bas puis, malgré une proposition de prolongation de contrat de cinq ans, décide de relever un nouveau défi et partir vers un autre championnat.

### Échec en Angleterre et fin de carrière en Belgique
En juin 2004, Geert De Vlieger signe un contrat de deux ans à Manchester City, où il devient la doublure de l'international anglais David James, tout juste recruté de West Ham. Malheureusement, il se déchire le tendon d'Achille lors d'un match de préparation face aux Wolverhampton Wanderers et est écarté des terrains durant toute la saison. Lorsqu'il revient de rééducation, l'entraîneur du club, Stuart Pearce, ne fait jamais appel à lui. Malgré son absence de temps de jeu, le sélectionneur René Vandereycken le convoque pour un match amical contre le Luxembourg, le 1er mars 2006. Il joue la seconde mi-temps du match, qui sera son dernier avec l'équipe nationale. En mai 2006, son contrat arrive à expiration et il se voit signifier qu'il peut trouver un nouveau club, sans avoir jamais pu disputer la moindre rencontre officielle pour les « Citizens ».
Un mois plus tard, Geert De Vlieger revient en Belgique et signe un contrat portant sur deux saisons avec Zulte-Waregem, le dernier vainqueur de la Coupe de Belgique. D'abord réserviste derrière Pieter Merlier, il prend la place de titulaire dans le courant du mois de septembre et rejoue notamment en Coupe UEFA. Hélas, il se blesse de nouveau au tendon d'Achille en novembre et est tenu à l'écart des terrains durant cinq mois. Il effectue son retour dans l'équipe le 7 avril 2007 face à Saint-Trond. Il termine ensuite la saison comme premier gardien du club et entame la saison suivante dans la peau du numéro un incontestable après le départ de Merlier. Toutefois, la direction lui annonce en mars 2008 que son contrat ne sera pas prolongé et qu'il pourra donc partir gratuitement en fin de saison. 
De manière assez surprenante, Geert De Vlieger s'engage pour une saison, plus une autre en option, au FC Bruges, en tant que doublure de Stijn Stijnen, le gardien des « Diables Rouges ». Avec les Brugeois, il joue assez peu, seulement cinq matches par saison en 2008-2009 et 2009-2010. Il prolonge néanmoins son contrat pour un an au Stade Jan Breydel en mai 2010. La saison suivante, à la suite de la blessure puis de la mise à l'écart de Stijnen, il joue plus de rencontres. Lorsqu'il se blesse à son tour, il doit laisser la place de titulaire au jeune Colin Coosemans. Le 15 février 2011, Geert De Vlieger annonce qu'il prendra sa retraite sportive en fin de saison, après une carrière longue de 22 ans.

## Statistiques
| Saison                | Club                  | Championnat           | Championnat | Championnat | Coupe(s) nationale(s) | Coupe(s) nationale(s) | Compétition(s) continentale(s) | Compétition(s) continentale(s) | Compétition(s) continentale(s) | Belgique | Belgique | Total | Total |
| Saison                | Club                  | Division              | M.          | B.          | M.                    | B.                    | Comp.                          | M.                             | B.                             | M.       | B.       | M.    | B.    |
| 1988-1989             | KSK Beveren           | Division 1            | 0           | 0           | 0                     | 0                     | -                              | 0                              | 0                              | 0        | 0        | 0     | 0     |
| 1989-1990             | KSK Beveren           | Division 1            | 1           | 0           | 0                     | 0                     | -                              | 0                              | 0                              | 0        | 0        | 1     | 0     |
| 1990-1991             | KSK Beveren           | Division 2            | 31          | 0           | 5                     | 0                     | -                              | 0                              | 0                              | 0        | 0        | 36    | 0     |
| 1991-1992             | KSK Beveren           | Division 1            | 34          | 0           | 5                     | 0                     | -                              | 0                              | 0                              | 0        | 0        | 39    | 0     |
| 1992-1993             | KSK Beveren           | Division 1            | 34          | 0           | 2                     | 0                     | -                              | 0                              | 0                              | 0        | 0        | 36    | 0     |
| 1993-1994             | KSK Beveren           | Division 1            | 33          | 0           | 0                     | 0                     | -                              | 0                              | 0                              | 0        | 0        | 33    | 0     |
| 1994-1995             | KSK Beveren           | Division 1            | 34          | 0           | 3                     | 0                     | -                              | 0                              | 0                              | 0        | 0        | 37    | 0     |
| Sous-total            | Sous-total            | Sous-total            | 167         | 0           | 15                    | 0                     | -                              | 0                              | 0                              | 0        | 0        | 182   | 0     |
| 1995-1996             | RSC Anderlecht        | Division 1            | 4           | 0           | 1                     | 0                     | C1                             | 1                              | 0                              | 0        | 0        | 6     | 0     |
| 1996-1997             | RSC Anderlecht        | Division 1            | 32          | 0           | 6                     | 0                     | C3                             | 7                              | 0                              | 0        | 0        | 45    | 0     |
| 1997-1998             | RSC Anderlecht        | Division 1            | 17          | 0           | 1                     | 0                     | C3                             | 1                              | 0                              | 0        | 0        | 19    | 0     |
| 1998-1999             | KRC Harelbeke         | Division 1            | 33          | 0           | 2                     | 0                     | -                              | 0                              | 0                              | 3        | 0        | 38    | 0     |
| Sous-total            | Sous-total            | Sous-total            | 33          | 0           | 2                     | 0                     | -                              | 0                              | 0                              | 3        | 0        | 38    | 0     |
| 1999-2000             | RSC Anderlecht        | Division 1            | 8           | 0           | 1                     | 0                     | C3                             | 4                              | 0                              | 2        | 0        | 15    | 0     |
| Sous-total            | Sous-total            | Sous-total            | 61          | 0           | 9                     | 0                     | -                              | 13                             | 0                              | 2        | 0        | 85    | 0     |
| 1999-2000             | Willem II Tilburg     | Division 1            | 16          | 0           | -                     | 0                     | -                              | -                              | 0                              | 2        | 0        | 18    | 0     |
| 2000-2001             | Willem II Tilburg     | Division 1            | 31          | 0           | -                     | 0                     | -                              | 0                              | 0                              | 8        | 0        | 39    | 0     |
| 2001-2002             | Willem II Tilburg     | Division 1            | 30          | 0           | -                     | 0                     | -                              | 0                              | 0                              | 14       | 0        | 44    | 0     |
| 2002-2003             | Willem II Tilburg     | Division 1            | 31          | 0           | -                     | 0                     | C4                             | -                              | 0                              | 8        | 0        | 39    | 0     |
| 2003-2004             | Willem II Tilburg     | Division 1            | 26          | 0           | -                     | 0                     | C4                             | -                              | 0                              | 5        | 0        | 31    | 0     |
| Sous-total            | Sous-total            | Sous-total            | 134         | 0           | -                     | 0                     | -                              | -                              | 0                              | 37       | 0        | 171   | 0     |
| 2004-2005             | Manchester City FC    | Premier League        | 0           | 0           | -                     | 0                     | -                              | 0                              | 0                              | 0        | 0        | 0     | 0     |
| 2005-2006             | Manchester City FC    | Premier League        | 0           | 0           | -                     | 0                     | -                              | 0                              | 0                              | 1        | 0        | 1     | 0     |
| Sous-total            | Sous-total            | Sous-total            | 0           | 0           | -                     | 0                     | -                              | -                              | 0                              | 1        | 0        | 1     | 0     |
| 2006-2007             | SV Zulte Waregem      | Division 1            | 15          | 0           | 1                     | 0                     | C3                             | 3                              | 0                              | 0        | 0        | 19    | 0     |
| 2007-2008             | SV Zulte Waregem      | Division 1            | 23          | 0           | 2                     | 0                     | -                              | 0                              | 0                              | 0        | 0        | 25    | 0     |
| Sous-total            | Sous-total            | Sous-total            | 38          | 0           | 2                     | 0                     | -                              | 3                              | 0                              | 0        | 0        | 43    | 0     |
| 2008-2009             | FC Bruges             | Division 1            | 4           | 0           | 1                     | 0                     | C3                             | 0                              | 0                              | 0        | 0        | 5     | 0     |
| 2009-2010             | FC Bruges             | Division 1            | 3           | 0           | 1                     | 0                     | LE                             | 1                              | 0                              | 0        | 0        | 5     | 0     |
| 2010-2011             | FC Bruges             | Division 1            | 10          | 0           | 1                     | 0                     | LE                             | 4                              | 0                              | 0        | 0        | 15    | 0     |
| Sous-total            | Sous-total            | Sous-total            | 17          | 0           | 3                     | 0                     | -                              | 5                              | 0                              | 0        | 0        | 25    | 0     |
| Total sur la carrière | Total sur la carrière | Total sur la carrière | 450         | 0           | 31                    | 0                     | -                              | 21                             | 0                              | 43       | 0        | 545   | 0     |

### Sélections internationales
| Date       | Adversaire   | Lieu       | Score |
| ---------- | ------------ | ---------- | ----- |
| 18/11/1998 | Luxembourg   | Luxembourg | 0-0   |
| 03/02/1999 | Chypre       | Nicosie    | 0-1   |
| 05/02/1999 | Grèce        | Larnaca    | 1-0   |
| 09/02/1999 | Tchéquie     | Bruxelles  | 0-1   |
| 27/03/1999 | Bulgarie     | Bruxelles  | 0-1   |
| 30/03/1999 | Égypte       | Liège      | 0-1   |
| 30/05/1999 | Pérou        | Kyoto      | 1-1   |
| 03/06/1999 | Japon        | Tokyo      | 0-0   |
| 05/06/1999 | Corée du Sud | Séoul      | 1-2   |
| 18/08/1999 | Finlande     | Bruges     | 3-4   |
| 07/09/1999 | Maroc        | Liège      | 4-0   |
| 10/10/1999 | Angleterre   | Sunderland | 2-1   |
| 13/11/1999 | Italie       | Lecce      | 1-3   |
| 26/04/2000 | Norvège      | Oslo       | 0-2   |
| 03/06/2000 | Danemark     | Copenhague | 2-2   |
| 10/06/2000 | Suède        | Bruxelles  | 2-1   |
| 14/06/2000 | Italie       | Bruxelles  | 0-2   |
| 19/06/2000 | Turquie      | Bruxelles  | 0-2   |

| Date       | Adversaire  | Lieu       | Score |
| ---------- | ----------- | ---------- | ----- |
| 16/08/2000 | Bulgarie    | Sofia      | 1-3   |
| 02/09/2000 | Croatie     | Bruxelles  | 0-0   |
| 07/10/2000 | Lettonie    | Riga       | 0-4   |
| 28/02/2001 | Saint-Marin | Bruxelles  | 10-1  |
| 24/03/2001 | Écosse      | Glasgow    | 2-2   |
| 25/04/2001 | Tchéquie    | Prague     | 1-1   |
| 02/06/2001 | Lettonie    | Bruxelles  | 3-1   |
| 06/06/2001 | Saint-Marin | Serravalle | 1-4   |
| 15/08/2001 | Finlande    | Helsinki   | 4-1   |
| 02/09/2001 | Écosse      | Bruxelles  | 2-0   |
| 06/10/2001 | Croatie     | Zagreb     | 1-0   |
| 10/11/2001 | Tchéquie    | Bruxelles  | 1-0   |
| 14/11/2001 | Tchéquie    | Prague     | 0-1   |
| 13/02/2002 | Norvège     | Bruxelles  | 1-0   |
| 27/03/2002 | Grèce       | Patras     | 3-2   |
| 14/05/2002 | Algérie     | Bruxelles  | 0-0   |
| 18/05/2002 | France      | Paris      | 1-2   |
| 26/05/2002 | Costa Rica  | Kumamoto   | 1-0   |

| Date       | Adversaire | Lieu               | Score |
| ---------- | ---------- | ------------------ | ----- |
| 04/06/2002 | Japon      | Saitama            | 2-2   |
| 10/06/2002 | Tunisie    | Oita               | 1-1   |
| 14/06/2002 | Russie     | Shizuoka           | 3-2   |
| 17/06/2002 | Brésil     | Kōbe               | 2-0   |
| 21/08/2002 | Pologne    | Szczecin           | 1-1   |
| 07/09/2002 | Bulgarie   | Bruxelles          | 0-2   |
| 12/10/2002 | Andorre    | Andorre-la-Vieille | 0-1   |
| 16/10/2002 | Estonie    | Tallinn            | 0-1   |
| 12/02/2003 | Algérie    | Annaba             | 1-3   |
| 30/04/2003 | Pologne    | Bruxelles          | 3-1   |
| 07/06/2003 | Bulgarie   | Sofia              | 2-2   |
| 11/06/2003 | Andorre    | Gand               | 3-0   |
| 20/08/2003 | Pays-Bas   | Bruxelles          | 1-1   |
| 10/09/2003 | Croatie    | Bruxelles          | 2-1   |
| 11/10/2003 | Estonie    | Liège              | 2-0   |
| 18/02/2004 | France     | Bruxelles          | 0-2   |
| 28/04/2004 | Turquie    | Bruxelles          | 2-3   |
| 01/03/2006 | Luxembourg | Luxembourg         | 0-2   |
| 16/08/2006 | Kazakhstan | Bruxelles          | 0-0   |

## Palmarès
- 43 capes (pour 54 sélections) avec l'équipe nationale belge
- 1 fois champion de Belgique de Division 2 en 1991 avec le KSK Beveren.
- 1 fois champion de Belgique de Division 1 en 2000 avec le Sporting Anderlecht.
- Finaliste de la Coupe de Belgique en 1997 avec le Sporting Anderlecht.